# Editora Monterrey
Editora Monterrey foi uma editora brasileira criada em 1956 pelos espanhóis Luis de Benito e Juan Fernandes Salmeron.  A editora ficou conhecida por publicar livros de bolso pulp.

## Histórico
Fundada em 1956 pelos espanhóis Luis de Benito e Juan Fernandes Salmeron, a editora começou publicando a série de faroeste O Coyote de J. Mallorquí, logo em seguida, em 1961, foi a vez de FBI, trazendo histórias de espionagem da coleção de mesmo nome da Editorial Rollán. A editora também publicou a revista em quadrinhos Nôvo FBI em Quadrinhos, baseada na revista Aventuras del FBI, também publicada pela Editorial Rollán. Embora O Coyote também tivesse histórias em quadrinhos, não foram publicadas no país.
Em 1963, sob o comando do jornalista José Alberto Gueiros, a editora reescreve e publica o romance Memorias secretas de Giselle, a espiã nua que abalou Paris na coleção ZZ7, ambientado na França da Segunda Guerra Mundial. O romance foi escrito por David Nasser como um folhetim para o periódico Diário da Noite, jornal dos Diários Associados de Assis Chateaubriand, Gueiros rescreveu o romance ao lado do tio, o poeta Augusto Frederico Schmidt. Com o sucesso, a editora encomendou uma nova série protagonizada por uma espiã, Brigitte Montfort, ou Baby, a filha de Giselle, para isso, a editora encomenda os textos para o escritor espanhol Antonio Vera Ramírez, que assinava como Lou Carrigan.  Ramírez já era conhecido pelos livros da coleção FBI, a maioria das capas ficaram a cargo do brasileiro José Luiz Benício da Fonseca ou apenas Benício, embora as primeiras tenham sido produzidas por um ilustrador holandês chamado Hack.Outra série famosa da editora foi K. O. Durban do escritor brasileiro Hélio do Soveral, paródia aos espiões da cultura pop como James Bond de Ian Fleming, criada a pedido de Gueiros e que também teve capas de Benício, Também escreveu a série Spectre, com o pseudônimo Ell Sov. Também passaram pela editora Ryoki Inoue, que iniciou a carreira de escritor com o livro de faroeste Os Colts de McLee e Antonio Ribeiro, que usava o pseudônimo Tony Carson.
A série Brigitte Montfort foi publicada até 1992, em 2000, Ramírez foi contactado por Juan Alberto Fernández Nunes, dono da editora, para criar romances de Giselle, o autor terminou quatro romances em 2001, que não chegaram a ser publicados devido ao falecimento do proprietário. Em março de 2014, foi anunciado um projeto de uma série de televisão para o canal por assinatura GNT.

## Publicações
- 77Z
- Cinco Históricas Sangrentas de Lampião e Mais Cinco Histórias Sangrentas de Lampião de Nertan Macêdo - dois volumes
- Chaparral
- Chumbo Quente
- O Coyote
- FBI
- FB7
- Futurama
- K. O. Durban
- HH
- Nôvo FBI em Quadrinhos
- Oeste Brutal
- Oeste Carga Dupla
- Oeste Perigoso
- Oeste Proibido

- Spectre
- Tiroteio
- ZZ7
- Oeste Sensual
- Oeste Beijo e Bala